# Arianisme

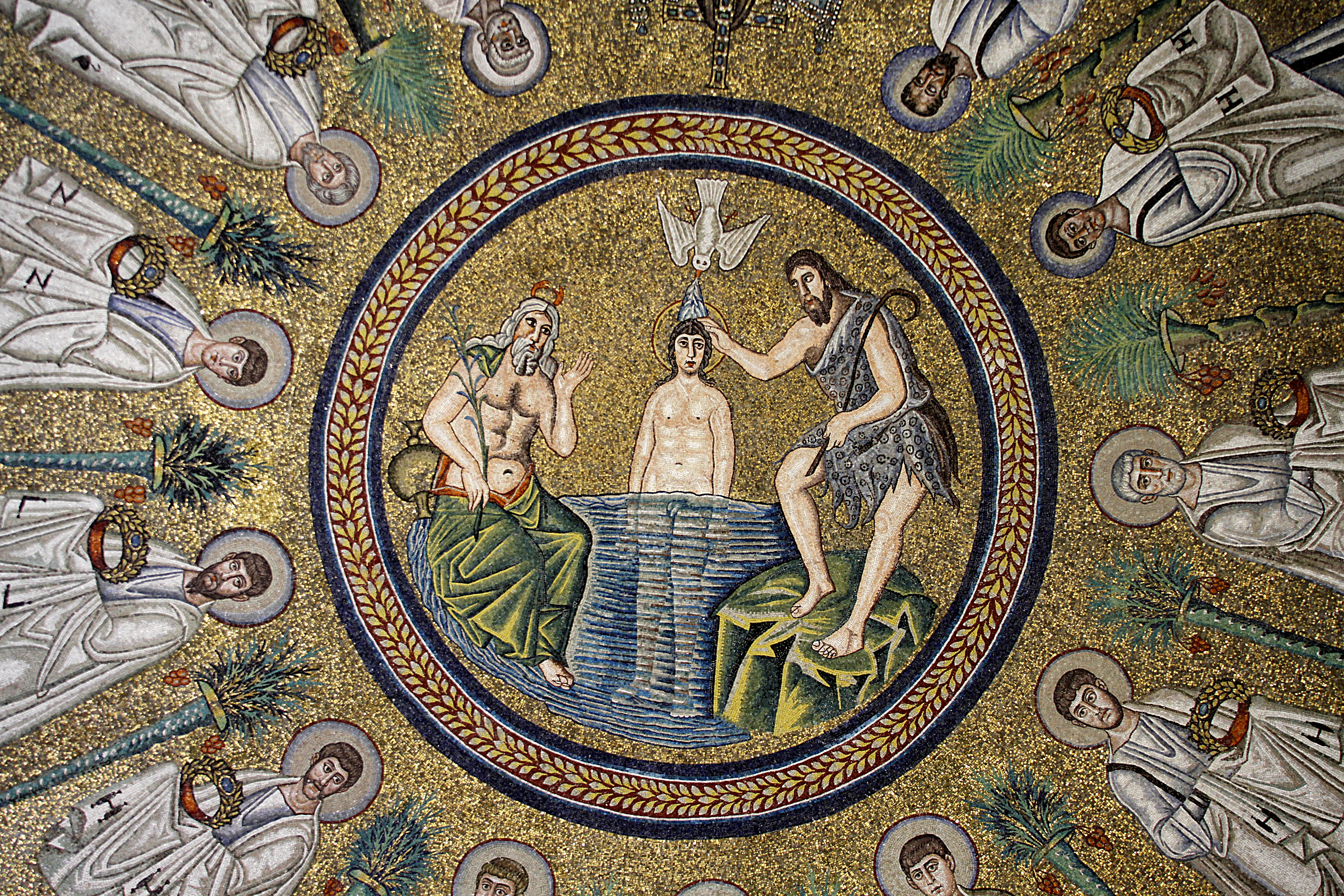
De koepel van het Baptisterium van de arianen in Ravenna, met een scène van de doop van Jezus.

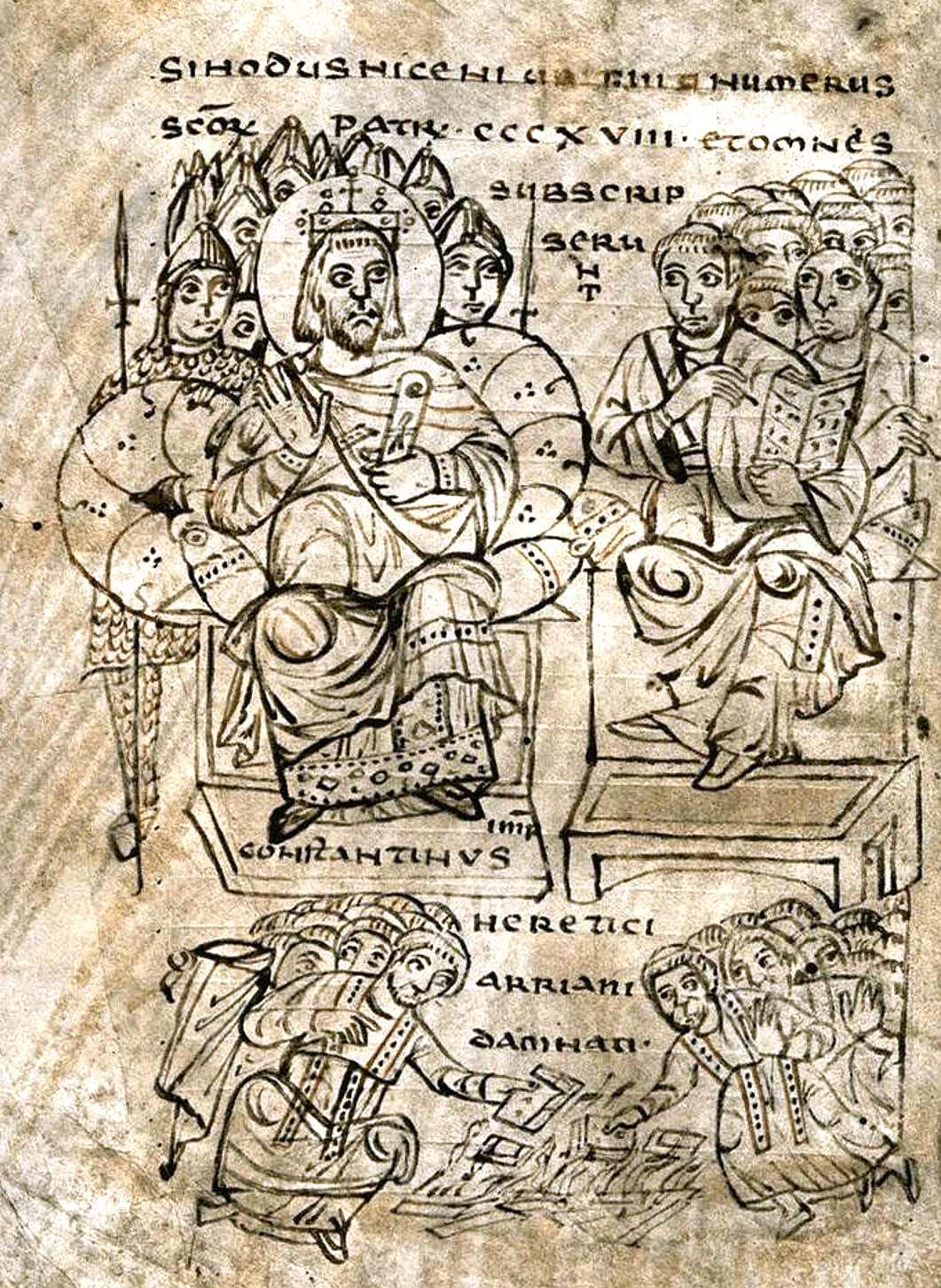
Constantijn de Grote en het Concilie van Nicea verbranden ariaanse boeken, afbeelding uit ca. 825.

Het arianisme is een stroming binnen het christendom, ontstaan in het begin van de vierde eeuw, die werd genoemd naar zijn stichter Arius (256-336), presbyter van Alexandrië. Het tegenwoordige unitarisme, ontstaan onder invloed van de Verlichting in de zeventiende en achttiende eeuw, is een moderne variant van het oude arianisme.

## Definitie
In het arianisme wordt het dogma van de drie-eenheid niet geaccepteerd. Zowel de Zoon als de Heilige Geest worden gezien als scheppingen van de Vader, die ondergeschikt zijn. De Zoon is hierbij alleen ondergeschikt aan de Vader, terwijl de Heilige Geest ondergeschikt is aan zowel de Zoon als de Vader. In eenvoudige woorden kan het verschil tussen orthodoxie (de oosters-orthodoxe kerken, Rooms-Katholieke Kerk en (de meeste) protestantse kerken) en arianisme als volgt worden samengevat: de orthodoxie stelt dat Jezus God en mens is, het arianisme spreekt over godgelijkend.

## Het Romeinse Rijk
In de vierde eeuw was het conflict tussen arianen en gelovigen in de drie-eenheid (ook wel trinitariërs genoemd, afgeleid van het Latijnse tri- = drie en unitas  = eenheid) het grootste strijdpunt in de Kerk. Om dit conflict op te lossen werd het Concilie van Nicea (325) bijeen geroepen. De opgestelde geloofsbelijdenis van Nicea, hoewel geaccepteerd door zowel arianen als anti-arianen, hield een veroordeling van het arianisme in, door de zinsnede dat de Vader en de Zoon "van dezelfde substantie" (in het Grieks: "homoousion") zijn. 
Ondanks de verwerping op concilies bleef het arianisme nog gedurende de hele vierde eeuw invloedrijk. Tijdens bepaalde periodes was het zelfs de overheersende theologie in het Romeinse Rijk. Door ariaanse zendelingen werd het arianisme ook verspreid onder de 'barbaren' die buiten het rijk woonden. Sommige keizers zoals Constantius II en Valens waren openlijk ariaans gezind en werkten soms zelfs actief het trinitarische christendom tegen door trinitarisch gezinde bisschoppen te vervangen door ariaanse bisschoppen. Vooral in het oostelijke Romeinse rijk was er veel aanhang voor het arianisme. Gedurende deze tijd werden ook meerdere ariaanse kerken gebouwd die nog steeds bestaan. Een nieuwe verwerping van de ariaanse leer volgde echter tijdens het Concilie van Constantinopel I (381). Door vervolgens een streng optreden tegen 'ketterse christenen' van de trinitarisch gezinde keizer Theodosius I was het arianisme onder de Romeinen rond 400 vrijwel geheel uitgeroeid.

## De Germaanse koninkrijken
Tijdens de bloei van het arianisme in het Romeinse Rijk in de vierde eeuw was de ariaanse Visigotische Wulfila zijn zendingswerk onder de Goten begonnen. Hij zorgde voor een Bijbelvertaling in het Gotisch. De Gotische leider Fritigern werd bekeerd gedurende de regering van de ariaanse keizer Valens. Gevolg hiervan was dat de meeste Germaanse stammen, die tijdens de grote volksverhuizingen het Romeinse Rijk binnenvielen, ariaans waren. 
Dit gold voor de Visigoten, de Ostrogoten, de Vandalen, de Bourgondiërs en de Lombarden. 
Alleen de Franken bleven foederati en heidens totdat het westelijke Romeinse Rijk verdwenen was. 
Daarna bracht Clovis, koning der Franken, zijn volk tot het katholieke geloof, waardoor hij beter aansluiting kreeg bij zijn onderdanen van Romeinse afkomst. Clovis was waarschijnlijk in zijn kindertijd een ariaan en dus niet rechtstreeks vanuit het heidendom tot het katholicisme overgegaan, zoals Gregorius dat graag voorstelde. Ook Clovis’ omgeving, en dus alle Frankische notabelen waren rond 500 zo goed als zeker oorspronkelijk arianen. Argumenten hiervoor zijn te vinden bij Edward James en Marinus Wes.
In ariaanse koninkrijken bleef de kloof tussen de Germaanse adel en de grote meerderheid van Romaanse en katholieke bevolking groot. Er werd bijvoorbeeld in het Germaans gepreekt in de ariaanse kerk. Voor de Germaanse heersers was het arianisme ook een middel om als kleine minderheid niet opgeslorpt te worden door de autochtone meerderheid.
In het Vandalenrijk in Noord-Afrika leidde de tegenstelling tot geweld en vervolging van de katholieken (althans volgens Gregorius van Tours, een katholieke bron). 
De ariaanse rijken gingen een voor een teloor. 
De Vandalen en Ostrogoten werden door Justinianus vernietigd en de Bourgondiërs door de Franken. De Sueven gingen uit eigen beweging over tot het katholicisme, om meer steun tegen hun machtige ariaanse Visigotische buren te verwerven. Dat verhinderde niet dat ze door hen vernietigd werden. 
De Visigoten in Spanje bleven vasthouden aan het arianisme totdat koning Reccared I zich in 589 bekeerde tot het katholicisme. Hij wilde daarmee vooral zijn koninkrijk beter aansluiting bij de buurlanden geven en de binnenlandse tegenstellingen uit de weg ruimen. Nog langer ariaans bleven de Longobarden in Italië, hun laatste ariaanse koning overleed in 671. Toen met deze koningen de laatste machtige beschermers van het arianisme waren weggevallen en de overgebleven arianen werden vervolgd, verviel deze variatie binnen het christendom binnen korte tijd. Ook de Gotische taal, die in de ariaanse eredienst werd gebruikt, verdween toen snel.